# محمد ماملی
محمد ماملی (به کردی سورانی: محه‌ممه‌د ماملێ؛ به کردی کرمانجی: Mihemedê Mamlê‏) (زادهٔ ۱۱ خرداد ۱۳۰۴ در مهاباد – درگذشتهٔ ۳ بهمن ۱۳۷۷ در مهاباد) خوانندهٔ نواساز کرد ایرانی بود. محمد ماملی همواره از خوانندگان سرشناس کُرد شناخته می‌شود.

## زندگی‌نامه
محمد، فرزند سعید، فرزند علی، در سال ۱۳۰۴ خورشیدی در محلهٔ «خڕێ» در شهر مهاباد زاده شد. سعید ماملی، پدر محمد، از خوش‌صدایان معاصرِ وفایی، شاعر عارف مهابادی بوده و بیشتر اشعار وفایی را با صوت دلنشین خود خوانده است. سعید ماملی دارای پنج فرزند به نام‌های حسین، محمد، مطّلب، حسن و جعفر بوده که حسین سال‌ها قبل بدرود حیات گفته و می‌گویند خوش‌صوتی او کم‌نظیر بوده است. خانوادهٔ ماملی به‌طور عموم صدای خوب و دلنشینی دارند. محمد ماملی در سال ۱۳۲۷ خورشیدی نخستین آهنگ خود را اجرا کرد و تا سال ۱۳۷۱، با ۵۴ سال سابقهٔ هنری، بیش از ۳۰۰ ترانه اجرا کرد. محمد ماملی در سال ۱۳۴۲ سفری به قلعه دزه و سلیمانیه کرد و چند ترانه را در آنجا اجرا و ضبط نمود.
کتابی با عنوان بازی بێریان: ژیان و گۆرانی‌یه‌کانی موحه‌ممه‌د ماملێ (جلد اول، محمد حسن احمد، بغداد، چاپخانهٔ الحوادث، ۱۹۸۳) در مورد محمد ماملی به چاپ رسیده است که در آن تعداد ترانه‌های اجراشده توسط این هنرمند بیش از ۷۰۰ نوشته شده است. شعر تعدادی از ترانه‌های او توسط هاشم نانوازادگان سروده شده است که در کتاب مذکور نامی از سرایندهٔ اشعار مربوط به هاشم نانوازادگان برده نشده و نوشته شده شعر این آواز برگرفته از فولکلور است.
محمد ماملی چند ترانهٔ دوصدایی هم با حسین عبدالله‌زاده اجرا کرد. حسین عبدالله‌زاده در اردیبهشت‌ماه سال ۱۳۰۶ شمسی در قریهٔ اگریقاش (ایندرقاش) از توابع مهاباد به دنیا آمده بود و از ۱۴سالگی کار خوانندگی را شروع کرد و در طول عمر خود بیش از ۵۰۰ آواز و ترانهٔ مختلف اجرا کرده بود.

## درگذشت
در اواخر سال ۱۳۷۲ خورشیدی محمد ماملی به بیماری فراموشی (آلزایمر) مبتلا شد و در ۳ بهمن ماه سال ۱۳۷۷ درگذشت. او در مقبرةالشعرای مهاباد با حضور جمعیت زیادی در کنار آرامگاه استاد محمد قاضی، مترجم نامدار، به خاک سپرده شد.